# 777 Partners
777 Partners — це приватна інвестиційна компанія зі штаб-квартирою в Маямі, США. Вона була заснована у 2015 році Джошем Вандером та Стівеном Паско. Основна діяльність компанії — інвестування в різні сектори, включаючи фінансові послуги, страхування, медіа, авіацію та спорт.

## У спорті
777 Partners стали відомими завдяки своїй стратегії придбання футбольних клубів по всьому світу. Вони створили щось на кшталт «глобальної футбольної мережі» за зразком City Football Group (власників Манчестер Сіті).

### Футбольні клуби, у які вони інвестували або володіють
- Генк (Бельгія) — часткова участь.
- Севен Партнерс володіють або мають значні частки у клубах:
  - Генуа (Італія)
  - Ред Стар (Франція)
  - Стандард Льєж (Бельгія)
  - Васко да Гама (Бразилія)
  - Мельбурн Вікторі (Австралія)
  - Севілья (Іспанія) — міноритарна частка
  - Герта (Німеччина) — придбали контрольний пакет
  - Евертон (Англія) — у 2023 році оголосили про намір придбати контрольний пакет акцій, але процес купівлі затягнувся й викликав багато питань.

## Суперечності
777 Partners критикують за:
- Непрозорі фінансові практики.
- Затримки з виплатами.
- Напружені стосунки з уболівальниками в деяких клубах, особливо в Бельгії та Італії.
- Повільний прогрес у завершенні угоди з Евертоном, що викликало серйозне занепокоєння серед фанатів клубу.